# Victor Jestin
Victor Jestin (né à Nantes en 1994) est un écrivain français. Il sort en août 2019 son premier roman, La Chaleur, aux éditions Flammarion.

## Biographie
Après des études de scénariste au Conservatoire européen d'écriture audiovisuelle, Victor Jestin publie son premier roman, La Chaleur, en 2019 aux éditions Flammarion. Le roman est sélectionné pour les prix Renaudot, Médicis et Femina,. En septembre, il obtient le prix littéraire de la vocation qui récompense des auteurs âgés de 18 à 30 ans, puis en décembre 2019 le prix Femina des lycéens,,.
À la rentrée littéraire 2022, il publie son deuxième roman, L'homme qui danse, aux éditions Flammarion. Il reçoit le prix Maison Rouge 2022 et le prix Blù Jean-Marc Robert ainsi que le Prix Bretagne-Priz Breizh.

## Œuvre
- 2019 : La Chaleur – prix Femina des lycéens
- 2022 : L'Homme qui danse – prix Maison rouge - prix Blù-Jean-Marc Roberts - prix Bretagne-priz Breizh.
- 2025 : La Mauvaise Joueuse